# Beach Meadows Beach (plaża chroniona)
Beach Meadows Beach – plaża chroniona (chroniony odcinek wybrzeża) na poziomie prowincjonalnym (protected beach) w kanadyjskiej Nowej Szkocji, w hrabstwie Queens, na północny wschód od miejscowości Liverpool, utworzona 21 grudnia 1984; nazwa urzędowo zatwierdzona 4 maja 2009.